# Birgit Meinhard-Schiebel

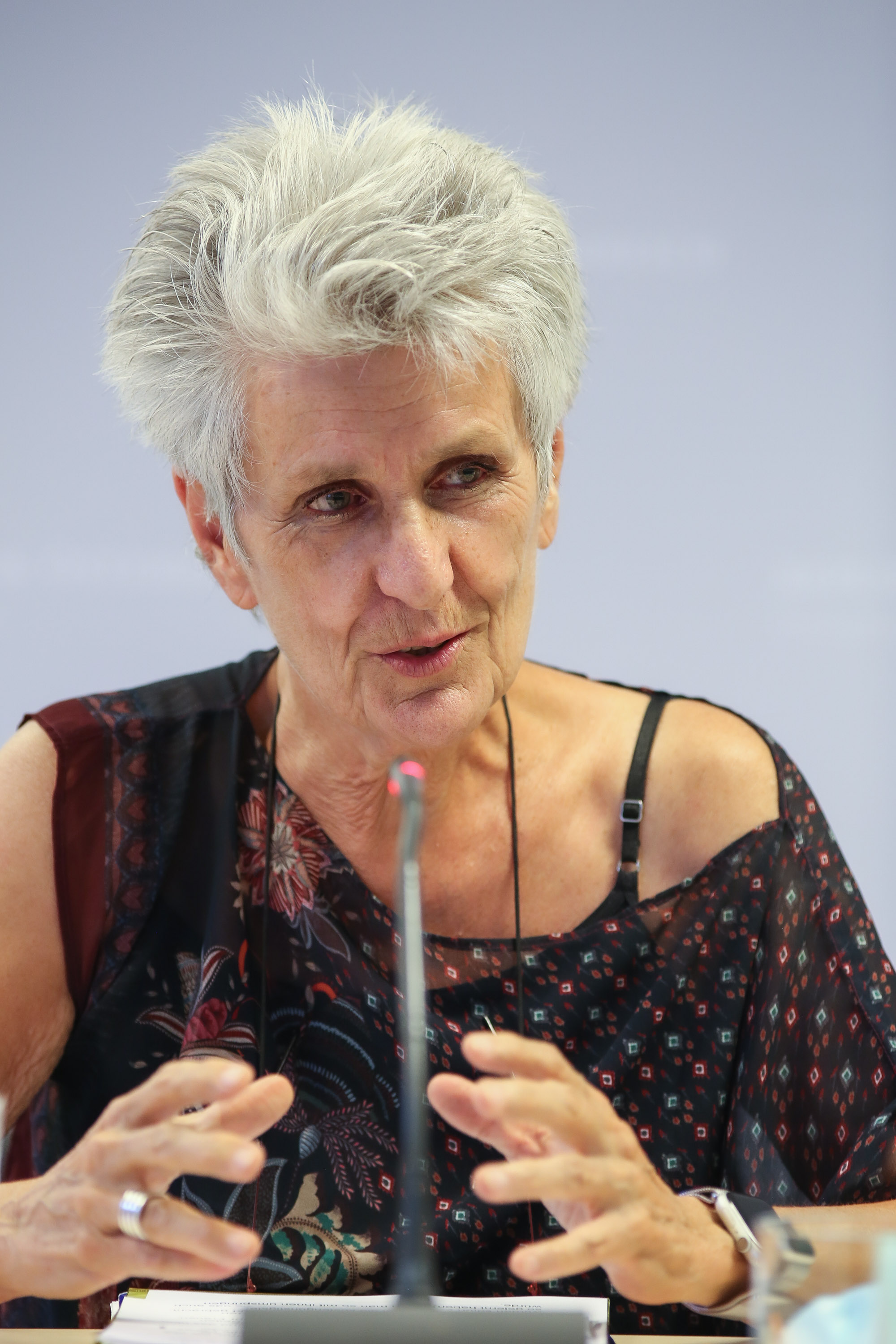
Birgit Meinhard-Schiebel (2020)

Birgit Meinhard-Schiebel (* 8. Jänner 1946 in Wien) ist eine österreichische Schauspielerin, Erwachsenenbildnerin, Sozialmanagerin und war politisch tätig.

## Leben
Sie hat nach Absolvierung der Schauspielschule den Förderungspreis der Stadt Wien erhalten und damit ein Stipendium. In ihrem Erwerbsleben hat sie verschiedene Jobs ausgeübt, von der Tellerwäscherin in Israel, Mitarbeit in einer Keramikwerkstatt über ihre Tätigkeit als Bürokraft im Verband der Wiener Volksbildung, in der Werbeabteilung der Blutspendezentrale des Roten Kreuzes, in einer Marktforschungsfirma u. a. 4 Jahre lang war sie nebenberuflich Mitarbeiterin in der österreichischen Literaturagentur Diana Voigt.
Sie hat berufsbegleitend den Hochschullehrgang Werbung und Verkauf an der Wirtschaftsuniversität und den Hochschullehrgang Sozialmanagement an der Kepler-Universität Wien erfolgreich absolviert. Sie hat ebenfalls berufsbegleitend eine Ausbildung im Bereich der Psychotherapie (Gestaltpädagogik) absolviert.
Sie war unter anderem neun Jahre lang ehrenamtliche Referentin für Aus- und Fortbildungsfragen behinderter Menschen in der Österreichischen Arbeitsgemeinschaft für Rehabilitation, hat 18 Jahre lang mit arbeitssuchenden Frauen gearbeitet und fast 10 Jahre im Österreichischen Roten Kreuz den Bereich der Sozialen Dienste verantwortlich geführt.
Weitere ehrenamtliche Mitarbeit an EU-Projekten zum Thema Life long learning, intergenerationelles Lernen sowie an Projekten zum Thema Gesundheitsförderung älterer Menschen, Gewaltprävention gegenüber älteren Menschen, Generationentheater, Danube-Networkers, ORT:Seegasse 16 („Schwedenmission“ Wien).
Sie war von 2015 bis 2020 Mitglied des Wiener Gemeinderates und Landtag und hat sich dem Bereich Gesundheit und Pflege gewidmet. 
Seit 2010 ist sie Präsidentin der Interessengemeinschaft pflegender Angehöriger, die sich für die Anliegen von Menschen aller Generationen einsetzt, die Angehörige, Freunde oder bekannte Menschen betreuen und pflegen. Sie übt diese Tätigkeit nach wie vor ebenfalls ehrenamtlich aus.

## Schriften
- Laufen ohne stehenbleiben: Bericht eines An-Kindes-Statt-Kindes, Wiener Frauenverlag, 1985, ISBN 3-90039913-1